# Samsung Galaxy S (řada)
Samsung Galaxy S je řada smartphonů a tabletů společnosti Samsung, pracující na operačním systému Android. Je součástí série Samsung Galaxy, přičemž telefony řady S se řadí mezi špičkové a také vůbec nejdražší. Původně sestávala pouze z mobilních telefonů, v roce 2014 však byly pod řadu zařazeny také tablety řady Galaxy Tab S. Až do roku 2020 tvořila řada Galaxy S nejvyšší řadu telefonů značky spolu s řadou Samsung Galaxy Note, jejíž produkce však byla v roce 2021 ukončena. Od roku 2019 nicméně společnost Samsung nabízí také skládací telefony řady Samsung Galaxy Z, jež jsou společně s řadou S dvěma nejvyššími řadami mobilních telefonů nabízených společností.
V roce 2025 byly nejnovějšími mobilními telefony řady Samsung Galaxy S25, S25+ a S25 Ultra, v případě tabletů pak Samsung Galaxy Tab S10+ a S10 Ultra. V květnu 2025 navíc společnost po devíti letech představila nástupce telefonu Samsung Galaxy S7 Edge zvaný Samsung Galaxy S25 Edge.

## Modely
Aktuální k roku 2025
- Samsung Galaxy S
- Samsung Galaxy S Duos
- Samsung Galaxy S Duos 2
- Samsung Galaxy S Advance
- Samsung Galaxy SL
- Samsung Galaxy S II
- Samsung Galaxy S II Plus
- Samsung Galaxy S II LTE
- Samsung Galaxy S II WIMAX
- Samsung Galaxy S III
- Samsung Galaxy S III Progre
- Samsung Galaxy S III Neo
- Samsung Galaxy S III Mini
- Samsung Galaxy S4
- Samsung Galaxy S4 Active
- Samsung Galaxy S4 Mini
- Samsung Galaxy S4 Zoom
- Samsung Galaxy S5
- Samsung Galaxy S5 Active
- Samsung Galaxy S5 Plus
- Samsung Galaxy S5 Mini
- Samsung Galaxy S5 Neo
- Samsung Galaxy S6
- Samsung Galaxy S6 Edge
- Samsung Galaxy S6 Edge+
- Samsung Galaxy S6 Active
- Samsung Galaxy S7
- Samsung Galaxy S7 Edge
- Samsung Galaxy S7 Active
- Samsung Galaxy S8
- Samsung Galaxy S8+
- Samsung Galaxy S8 Active
- Samsung Galaxy S9
- Samsung Galaxy S9+
- Samsung Galaxy S10
- Samsung Galaxy S10+
- Samsung Galaxy S20
- Samsung Galaxy S20+
- Samsung Galaxy S21
- Samsung Galaxy S21+
- Samsung Galaxy S21 Ultra
- Samsung Galaxy S22
- Samsung Galaxy S22+
- Samsung Galaxy S22 Ultra
- Samsung Galaxy S23
- Samsung Galaxy S23+
- Samsung Galaxy S23 Ultra
- Samsung Galaxy S24
- Samsung Galaxy S24+
- Samsung Galaxy S24 Ultra
- Samsung Galaxy S25
- Samsung Galaxy S25+
- Samsung Galaxy S25 Ultra
- Samsung Galaxy S25 Edge